# Hörversuch
Hörversuche sind Experimente, bei denen unter definierten Bedingungen die akustischen Wahrnehmungen von Menschen oder Tieren untersucht werden.
Ziel von Hörversuchen ist es, einen Zusammenhang zwischen den physikalisch stattfindenden Schallereignissen und den physiologisch-psychologisch stattfindenden Hörereignissen herzustellen bzw. während der Entwicklung geräuscherzeugender Produkte die akustischen Erwartungen der Kunden zu ermitteln.
Hörversuche sind die bevorzugte Untersuchungsform der Psychoakustik.
Untersuchungsgegenstand von Hörversuchen können zum Beispiel sein
- Eigenschaften der Hörereignisse wie Klangfarbe, Tonheit, Lautheit, Rauhigkeit
- Räumliche Merkmale, wie Entfernung, Richtung, Ausdehnung
- Trading-Versuche zum Erklären der gegensinnigen Wirkung von Pegeldifferenz und Laufzeitdifferenz an den Ohren.
- Akzeptanz der akustischen Eigenschaften eines Produktes (z. B. akustisches Klima in einem Fahrzeug)

## Abfrage von Wahrnehmungen
Da die Wahrnehmung eines Menschen nicht direkt gemessen werden kann, sind die Ergebnisse von Hörversuchen davon abhängig, wie gut Versuchspersonen ihre Hörereignisse beschreiben können. Besonders bei ungeübten Versuchspersonen sind Vorversuche sinnvoll, in denen die Versuchspersonen lernen können, ihre Wahrnehmungen zu beschreiben oder sich auch nur klar werden können, welche Wirkung der untersuchte Schall auf sie hat.
Zur Abfrage der Wahrnehmungen gibt es unterschiedliche Verfahren
- Wahrnehmbarkeit: Kann ein Schall wahrgenommen werden oder nicht?
- Identität: Hören sich zwei dargebotene Geräusche gleich oder unterschiedlich an?
- Rangordnung: Sortieren von dargebotenen Geräuschen nach einem vorgegebenen Sortierkriterium (lauter/leiser, höher/tiefer, dumpfer/schärfer, weiter rechts/weiter links usw.)
- Intervalle: Einstellen von gleichen Intervallen oder gleichen Verhältnissen zwischen dargebotenen Geräuschen nach einem vorgegebenen Kriterium (doppelt so laut, doppelt so hoch usw.)
- akustische Beurteilung von Produkten durch potentielle Kunden oder geschulte Experten

## Auswertung
Da viele Versuchspersonen Schwierigkeiten haben, ihre Wahrnehmungen zu beschreiben, und auch unterschiedliche Personen den gleichen Schall unterschiedlich wahrnehmen können, ist die Streuung der Ergebnisse von Hörversuchen oft erheblich. Als Beispiel: eine Versuchsperson nimmt eine Erhöhung des Schallpegels um 5 dB, eine andere dagegen erst eine Erhöhung um 15 dB als Lautheitsverdopplung wahr. Bei einer Wiederholung des Versuchs gibt die erste Versuchsperson eine Verstärkung um 12 dB als Lautheitsverdopplung an, die zweite Versuchsperson dagegen nunmehr ein um 8 dB verstärktes Geräusch usw.
Wesentlich ist, bei der Auswertung herauszufinden, ob sich aus den Ergebnissen ein Trend ableiten lässt (z. B. Pegelerhöhung um 10 dB ±3 dB ergibt eine Lautheitsverdopplung) oder ob die Versuchsergebnisse so zufällig verteilt sind, dass man annehmen muss, die Versuchspersonen haben nur geraten. Hierzu gibt es eine Reihe von statistischen Verfahren, mit denen geklärt werden kann, ob aus den Ergebnissen eine belastbare Aussage abgeleitet werden kann oder nicht. Nur bei entsprechender statistischer Signifikanz kann davon ausgegangen werden, dass mit einer bestimmten physikalischen Schallsituation eine entsprechende Wahrnehmung verknüpft ist.
Die Beurteilung hängt dabei auch von der Testumgebung ab. Bei der Bewertung von Geräuschklimata in Fahrzeugen kann es z. B. sinnvoll sein, im Tonstudio das Interieur des Fahrzeuges möglichst realitätsnah nachzubilden, um ein relevantes Ergebnis zu erreichen.

## Ergebnisse
Ergebnisse von Hörversuchen sind z. B. 
- Wahrnehmungsschwellen wie die Hörschwelle, niedrigste und höchste wahrnehmbare Frequenz
- Unterscheidungsschwellen, z. B. kleinster unterscheidbarer Tonhöhenunterschied, kleinster unterscheidbarer Richtungsunterschied, kleinster unterscheidbarer zeitlicher Abstand
- Wahrnehmungsskalen, z. B. Lautheit, Tonheit, Lateralisation. Aus den Messwerten werden hier Skalen für die Stärke der Wahrnehmung abgeleitet. Für wichtige Skalen sind psychoakustische Maßeinheiten definiert, wie Sone für die Lautheit, Mel für die Tonheit usw.

Die Genauigkeit der auf diese Art und Weise gewonnenen psychoakustischen Messergebnisse kommt nicht an die Genauigkeit von physikalischen Messungen heran. Meistens kann neben der Größenordnung nur eine Genauigkeit von einer Dezimalstelle erreicht werden. Eine Genauigkeit von zwei Stellen ist hier schon ein sehr gutes Ergebnis.